# غريغ غاي
غريغ غاي (بالإنجليزية: Greg Gay)‏ هو سياسي أمريكي، ولد في 2 أبريل 1952. نشط حزبياً في الحزب الجمهوري. وقد انتخب عضو مجلس نواب فلوريدا.